# كردخيل (دابوي الجنوبي)
کردخیل (بالفارسية: کردخیل) هي قرية تقع في إيران في قسم دابوي الجنوبی الريفي. يقدر عدد سكانها بـ 391 نسمة بحسب إحصاء 2016.